# Ievgueni Galatov
Ievgueni Galatov (en russe : Евгений Галатов) est un joueur russe de volley-ball né le 25 octobre 1987 à Nijnevartovsk (Khantys-Mansis, alors en URSS). Il mesure 1,88 m et joue libero.

## Clubs
| Club                 | De        | À         |
| -------------------- | --------- | --------- |
| VK Tioumen           | 2005-2006 | 2005-2006 |
| S. Nijnievartovsk    | 2006-2007 | 2008-2009 |
| VK Kouzbass Kemerovo | 2009-2010 | ...       |

## Palmarès
- Coupe de Russie
  - Finaliste : 2011